# Canadian Oxford Dictionary
Canadian Oxford Dictionary (abreviado CanOD) es un diccionario de inglés canadiense publicado por la Oxford University Press de Canadá en 1998, que se convirtió rápidamente en el diccionario de referencia estándar de inglés canadiense. Hasta septiembre de 2008, Oxford mantenía una plantilla permanente de lexicógrafos en Canadá, liderada por la editora Katherine Barber, como redactor jefe. Después que la división fue cerrada, Oxford subcontrató editores freelance para colaborar en la realización del diccionario.
La segunda edición contiene 300 000 entradas, incluyendo unos 2200 canadianismos verdaderos. También proporciona información sobre la pronunciación y la ortografía canadiense, que tiene características de ortografía británicas y estadounidenses. La segunda edición actualizada fue publicada en 2004. Es utilizado por la mayoría de los periódicos canadienses importantes, las casas editoriales y el gobierno canadiense. El influyente The Canadian Press Stylebook sigue el Canadian Oxford Dictionary. 
Tras su publicación en 1998, el diccionario fue un éxito editorial, permaneció en las listas de best sellers canadienses por más de un año, algo bastante inusual para un libro de referencia. En 1999, fue galardonado con el premio Libris, otorgado por la Canadian Booksellers Association, como mejor libro del año en las categorías de «libros de no ficción» y «libros de especialidad». Katherine Barber fue premiada como editora del año.